# Volkartstraße 18 (München)

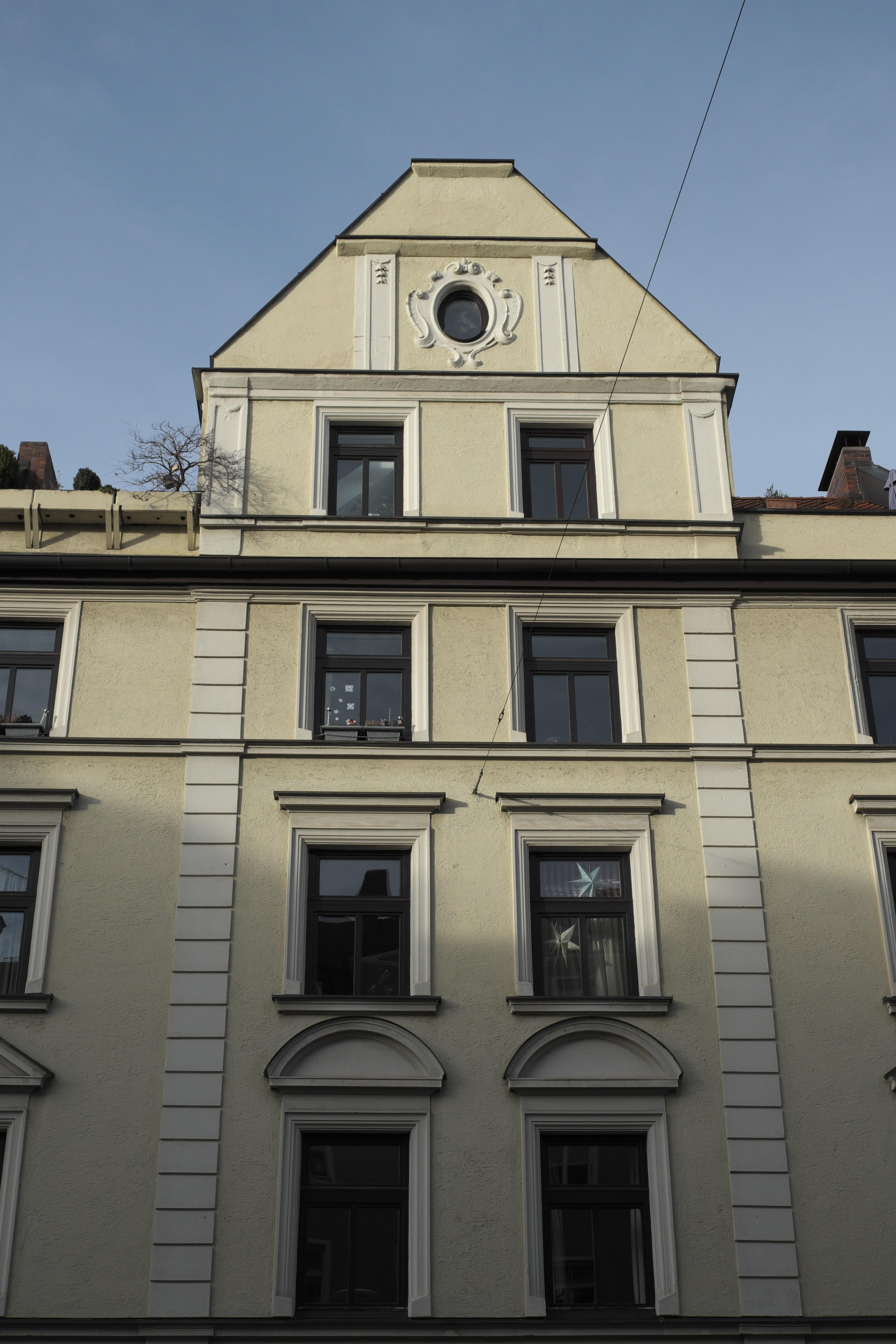
Haus Volkartstraße 18 in München-Neuhausen

Das Haus Volkartstraße 18 ist ein denkmalgeschütztes Mietshaus im Münchner Stadtteil Neuhausen.
Das viergeschossige Haus im Stil der Neurenaissance wurde im Jahr 1898 nach den Plänen des Architekten Ludwig Catharinus (wie auch das Haus Volkartstraße 16) errichtet. Es besitzt einen hohen Mittelgiebel mit Rundfenster.